# Adaptacionismo

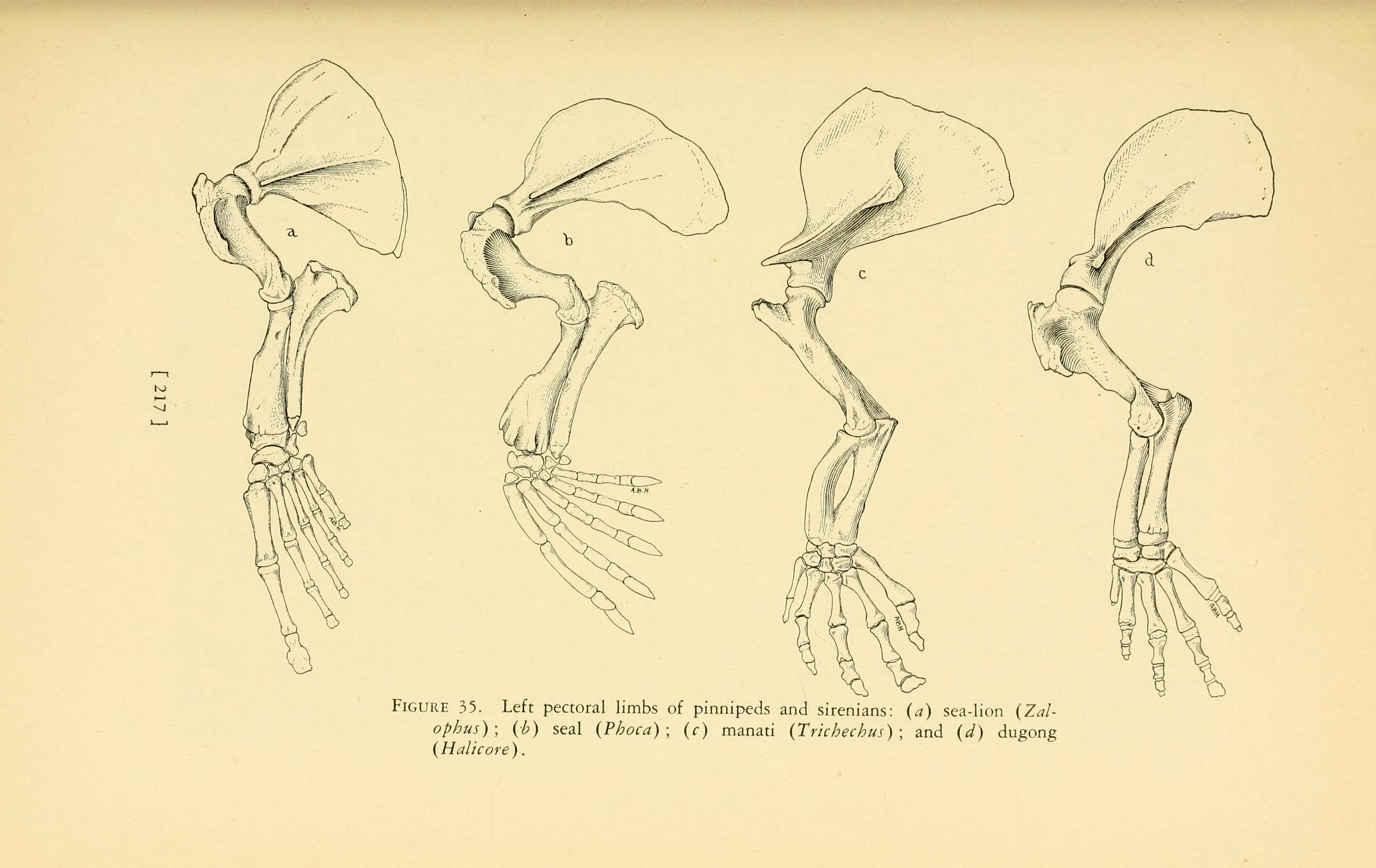
Ilustração sobre a adaptação de animais marinhos.

Adaptacionismo é um conjunto de métodos nas ciências evolutivas que tentam distinguir entre os produtos de adaptação de caracteres que surgem através de outros processos. É empregue em áreas como a etologia e psicologia evolutiva que estão preocupados com a identificação de adaptações. O livro de George Williams, Adaptation and Natural Selection foi altamente influente no seu desenvolvimento, definindo algumas das heurísticas, como a concepção funcional complexa, utilizada para identificar as adaptações.